# 有馬香
有馬 香（ありま かおり、1983年1月28日 - ）は、フリーアナウンサー。

## 来歴・人物
東京都出身。身長156cm。日本体育大学体育学部健康学科卒業。
大学時代インカレチアリーディング競技で名門のVORTEXチアリーダー部に所属していた。2007年、タレントユニオンに所属しながら四国放送に契約アナウンサーとして入社。2009年3月に四国放送を退社、タレントユニオンとの契約も終了した。
その後、ジョイスタッフに移籍。2010年1月、文化放送の菊池雄星（埼玉西武ライオンズの選手）専属レポーターに就任。専属レポーター自体は1年限りで終了したが、「文化放送ライオンズナイター」のスタンドレポートは2012年度の公式戦終了まで務めた。

## 過去の担当番組

### テレビ
四国放送
- フォーカス徳島（スポーツ担当）

とちぎテレビ
- NEWSとちぎの朝 月・火サブキャスター

### ラジオ
四国放送
- 徳島すぽーつ倶楽部

文化放送
- 文化放送ライオンズナイター（スタンドリポーター、2010 - 2012年度）※2010年度のみ「雄星ガールズ」として、専属レポーターも担当。
- 菅野しろうのアナログ情報バラエティ しろバラ（アシスタント、2010年10月5日～2011年3月31日）
- 箱根駅伝